# The Glades
The Glades (Arbeitstitel: Sugarloaf) ist eine US-amerikanische Krimiserie von Clifton Campbell, welche von 2010 bis 2013 von den Fox Television Studios für den US-Kabelsender A&E produziert wurde. In den USA startete die Serie am 11. Juli 2010 auf A&E und wurde dort am 26. August 2013 nach 49 Episoden mit einem Cliffhanger beendet. Die deutschsprachige Erstausstrahlung begann am 11. Januar 2012 bei RTL Crime.

## Handlung
Jim Longworth arbeitet als Detective beim Chicagoer Morddezernat. Dort gerät er mit seinem Vorgesetzten aneinander, welcher ihm eine Affäre mit seiner Ehefrau unterstellt. Als Folge sucht sich Jim einen neuen Job in Broward County, Florida, wo er nun für das Florida Department of Law Enforcement (FDLE) arbeitet. Er hat sich den Ort nach eigener Aussage ausgesucht, da er dort „an seiner Bräune und seinem Golfspiel arbeiten kann“. Er nimmt an, dass es in diesem verschlafenen Nest praktisch keinerlei Kriminalität zu geben scheint. Doch schon bald entdeckt Longworth, dass seine neue Heimatstadt vielschichtiger ist, als es den Anschein hat. 
Neben seiner Arbeit spielt er zusammen mit dem lokalen Rechtsmediziner Carlos Sanchez Golf.

## Besetzung und Synchronisation
Die deutsche Synchronisation entstand nach einem Dialogbuch von Carina Krause und unter der Dialogregie von Björn Schalla durch die Synchronfirma Scalamedia GmbH in Berlin.

### Hauptdarsteller
| Rollenname              | Schauspieler/in | Hauptrolle (Folgen) | Synchronsprecher/in |
| ----------------------- | --------------- | ------------------- | ------------------- |
| Detective Jim Longworth | Matt Passmore   | 1.01–4.13           | Tommy Morgenstern   |
| Callie Cargill          | Kiele Sanchez   | 1.01–4.13           | Nana Spier          |
| Dr. Carlos Sanchez      | Carlos Gómez    | 1.01–4.13           | Erich Räuker        |
| Jeff Cargill            | Uriah Shelton   | 1.01–4.13           | Oscar Räuker        |
| Daniel Green            | Jordan Wall     | 1.01–4.13           | Jan Makino          |
| Colleen Manus           | Michelle Hurd   | 1.02–4.13           | Anke Reitzenstein   |

### Nebendarsteller
| Rollenname           | Schauspieler/in   | Nebenrolle (Folgen) | Synchronsprecher/in  |
| -------------------- | ----------------- | ------------------- | -------------------- |
| Clerk                | Lorraine Caporaso | 1.02–4.13           |                      |
| Ray Cargill          | Clayne Crawford   | 1.03–2.04           | Michael Deffert      |
| Heather Thompson     | Rachael Carpani   | 1.07–1.13           | Katharina von Keller |
| Detective Sam Harper | Natalia Cigliuti  | 2.02–2.07           | Bianca Krahl         |
| Jennifer Starke      | Taylor Cole       | 3.03–3.10           | Magdalena Turba      |

## Ausstrahlung
Vereinigte Staaten
Nachdem The Glades, damals noch unter dem Arbeitstitel Sugarloaf bekannt, im Februar 2010 grünes Licht für eine Serienbestellung erhielt, gab A&E im April den 13. Juli 2010 als Starttermin der Serie bekannt. Dieser wurde Anfang Juni später um zwei Tage auf den 11. Juli 2010 vorgeschoben. Die Pilotfolge erreichte eine Reichweite von über 3,6 Millionen Zuschauer, was sie zur meistgesehenen Premiere bzw. Serie in der Sendergeschichte macht.
Im Oktober 2011 bestellte A&E eine dritte Staffel mit zehn weiteren Episoden, deren Ausstrahlung vom 3. Juni bis zum 12. August 2012 erfolgte. Die Ausstrahlung der einen Monat später bestellten vierten Staffel mit insgesamt 13 Episoden erfolgte zwischen dem 27. Mai und dem 26. August 2013. Vier Tage später stellte A&E die Serie nach vier Staffeln ein.
Deutschland
Die Erstausstrahlung im deutschsprachigen Raum begann am 11. Januar 2012 beim Pay-TV-Sender RTL Crime mit der ersten Staffel. Die Ausstrahlung der zweiten Staffel begann der Sender am 22. Januar 2013. Die Free-TV-Ausstrahlung der ersten Staffel war beim Sender RTL vom 8. Mai bis zum 28. August 2012 zu sehen. Die Ausstrahlung der zweiten Staffel war ab dem 2. April 2013 auf dem Free-TV-Sender RTL zu sehen. Direkt im Anschluss folgte ab dem 2. Juli 2013 die dritte Staffel. Die vierte Staffel wurde im Juli und August 2014 in Doppelfolgen ausgestrahlt.
Schweiz
In der Schweiz begann die Ausstrahlung der ersten Staffel am 13. Mai 2013 auf SRF zwei und wurde am 6. August 2013 beendet. Die weiteren Staffeln wurden nicht gezeigt.

## DVD-Veröffentlichung
Deutschland
Eine Veröffentlichung mit deutscher Synchronisation oder mit deutschem Untertitel gibt es bisher nicht.
Vereinigte Staaten
- Staffel 1 erschien am 14. Juni 2011.
- Staffel 2 erschien am 10. Juli 2012.
- Staffel 3 erschien am 4. Juni 2013.
- Staffel 4 erschien am 3. Juni 2014.

Großbritannien
- Staffel 1 erschien am 21. Januar 2013.